# Carex cumberlandensis
Carex cumberlandensis là một loài thực vật có hoa trong họ Cói. Loài này được Naczi, Kral & Bryson mô tả khoa học đầu tiên năm 2001.